# Alexandre Dufour (physicien)
Pour les articles homonymes, voir Alexandre Dufour.
Alexandre Dufour, né le 8 mai 1875 dans le 13e arrondissement de Paris et mort en 1942, est un physicien français.

## Biographie
Fils de Jules César Dufour, serrurier, et de Maria Caroline Frontigny, son épouse, Alexandre Eugène Dufour naît à Paris en 1875.
Il est l'inventeur de l'oscillographe cathodique, dont il décrit le procédé dès 1914, avant de publier le détail de l'appareil en 1920. 
Il succède à Georges Sagnac comme chargé de cours de physique pour le certificat PCN (1re année des études de médecine) à la faculté des sciences de l'université de Paris à la rentrée 1920. Professeur au lycée Louis-le-Grand, il est fait chevalier de la Légion d'honneur en 1921.
Il obtient le titre de professeur, sans chaire le 1er avril 1927, puis est nommé professeur titulaire le 1er octobre 1931. 
Un groupe de scientifiques marginaux, défenseurs de théories relevant pour certaines de la pseudo-science, a porté son nom (le Cercle de physique Alexandre Dufour). Il se réunissait à la maison des Centraliens de 1949 à 1983. Parmi ses membres figurait René-Louis Vallée, l'inventeur de la physique synergétique.